# Chula Vista (Kalifornia)
Chula Vista – miasto w Stanach Zjednoczonych, w stanie Kalifornia, nad zatoką San Diego, w hrabstwie San Diego i obszarze metropolitalnym miasta San Diego. Według spisu ludności przeprowadzonego przez United States Census Bureau w roku 2010, w Chula Vista mieszkało 243 916 mieszkańców.
W mieście rozwinął się przemysł lotniczy oraz odzieżowy.

## Miasta partnerskie
- Cebu City, Filipiny
- Odawara, Japonia